# Cottbus
Cottbus (sino agli inizi del XX secolo nota anche con la grafia di Kottbus, in basso sorabo Chóśebuz) è una città extracircondariale di 100 010 abitanti situata nel Land di Brandeburgo, in Germania. La targa automobilistica è CB.
È la seconda città del Land, dopo la capitale Potsdam.

## Geografia fisica
Cottbus è situata sulle rive della Sprea, presso la foresta dello Spreewald, a 125 km a sud-est di Berlino.

## Storia
L'insediamento di Cottbus risale al X secolo, quando i Sorbi eressero un castello su un'isola di sabbia nel fiume Sprea. La prima menzione scritta del nome della città è databile al 1156. Nel XIII secolo dei coloni tedeschi si stabilirono nella città e, successivamente, vissero fianco a fianco con i Sorbi. Nel medioevo Cottbus era nota per la produzione di lana e tendaggi, che venivano esportate in tutto il Brandeburgo, Boemia e Sassonia. Nel 1462 Cottbus è stata acquisita dalla Margraviato di Brandeburgo, mentre nel 1701 la città divenne parte del Regno di Prussia, come exclave nell'elettorato di Sassonia.
Nel 1815 i distretti circostanti di Alta e Bassa Lusazia sono stati ceduti dal Regno di Sassonia alla Prussia. Dal 1949 fino alla riunificazione tedesca nel 1990, Cottbus faceva parte della Repubblica Democratica Tedesca. Nel 1993 vennero annessi alla città i comuni di Branitz, Dissenchen, Döbbrick, Kahren, Merzdorf, Sielow e Willmersdorf. Nel 2003 vennero annessi alla città i comuni di Groß Gaglow, Gallinchen e Kiekebusch.

## Monumenti e luoghi d'interesse
Nella città si trova il parco Branitz, concepito nel 1850 da Hermann von Pückler-Muskau su modello dei parchi inglesi.

## Società

### Evoluzione demografica
Abitanti

## Cultura
Cottbus è uno dei centri principali della minoranza lusaziana inferiore. I cartelli stradali sono bilingui, vi è un liceo dove il lusaziano viene insegnato, ma capita raramente di sentire parlare lusaziano gli abitanti di Cottbus. Una delle sue più illustri cittadine è stata la prima fotografa professionale tedesca, Bertha Wehnert-Beckmann, che qui nacque nel 1815.

## Geografia antropica

Suddivisione amministrativa

Cottbus è divisa nei 19 quartieri (Stadtteil) di Mitte/Srjejź, Sandow/Žandow, Merzdorf/Žylowk, Dissenchen/Dešank, Branitz/Rogeńc, Kahren/Kórjeń, Kiekebusch/Kibuš, Spremberger Vorstadt/Grodkojske pśedměsto, Madlow/Módłej, Sachsendorf/Knorawa, Groß Gaglow/Gogolow, Gallinchen/Gołynk, Ströbitz/Strobice, Schmellwitz/Chmjelow, Saspow/Zaspy, Skadow/Škódow, Sielow/Žylow, Döbbrick/Depsk e Willmersdorf/Rogozno.
Di questi, Branitz, Dissenchen, Döbbrick, Gallinchen, Groß Gaglow, Kahren, Kiekebusch, Merzdorf, Sielow, Skadow e Willmersdorf hanno lo status di frazione (Ortsteil) e sono amministrati da un consiglio locale (Ortsbeirat).

## Amministrazione
Il consiglio comunale conta attualmente, oltre al sindaco, 50 membri. Le ultime elezioni comunali si sono svolte il 28 settembre 2008.

### Gemellaggi
Cottbus è gemellata con:
- Montreuil, dal 1959
- Grosseto, dal 1967
- Lipeck, dal 1974
- Zielona Góra, dal 1975
- Tărgovište, dal 1975
- Košice, dal 1978
- Saarbrücken, dal 1987
- Gelsenkirchen, dal 1995
- Nuneaton and Bedworth, dal 1999

## Sport
La squadra di calcio cittadina è l'Energie Cottbus che vanta sei partecipazioni alla Bundesliga, l'ultima nella stagione 2008-2009. Gioca le sue partite interne nello Stadion der Freundschaft.

## Galleria d'immagini

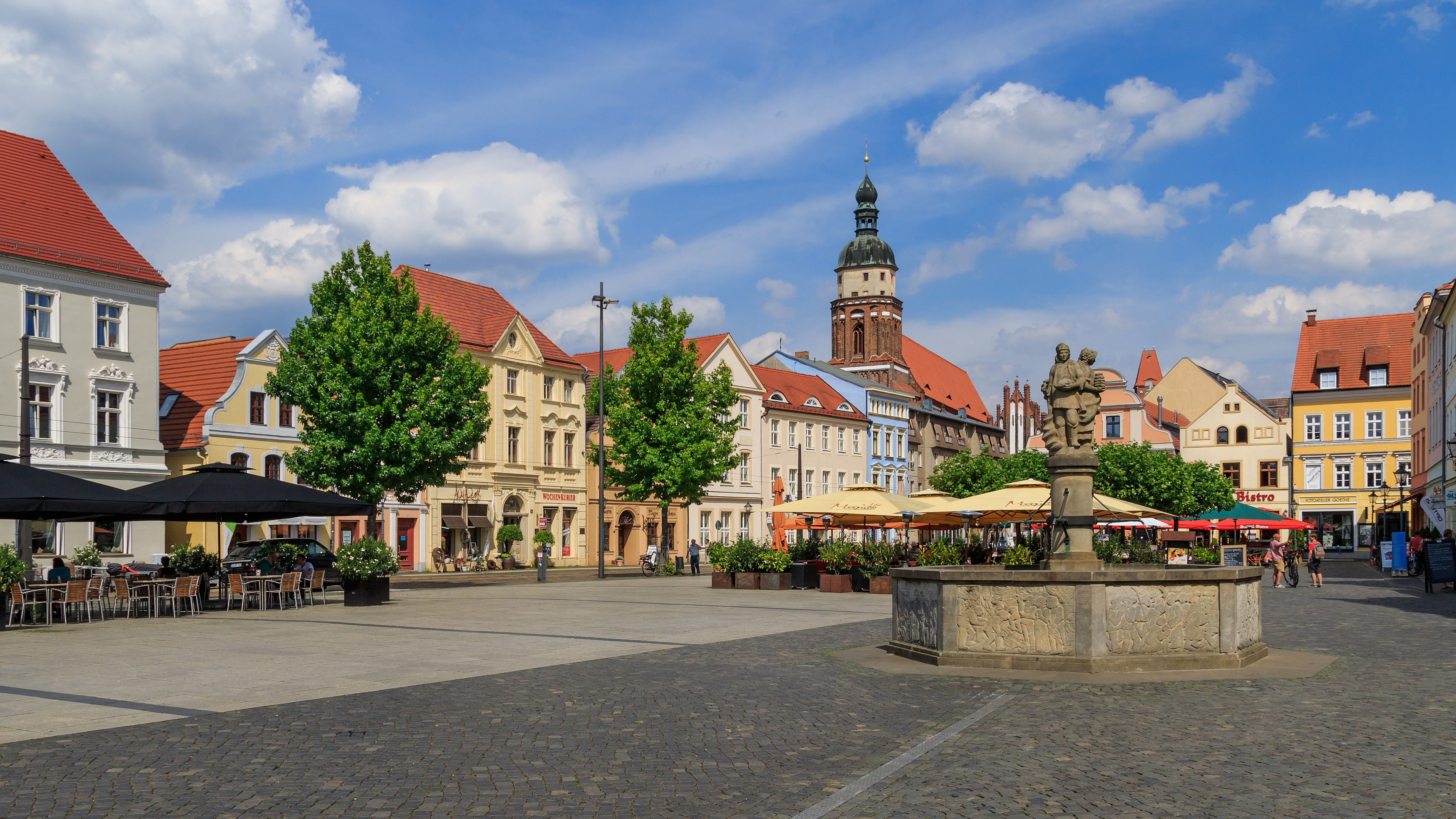
Altmarkt
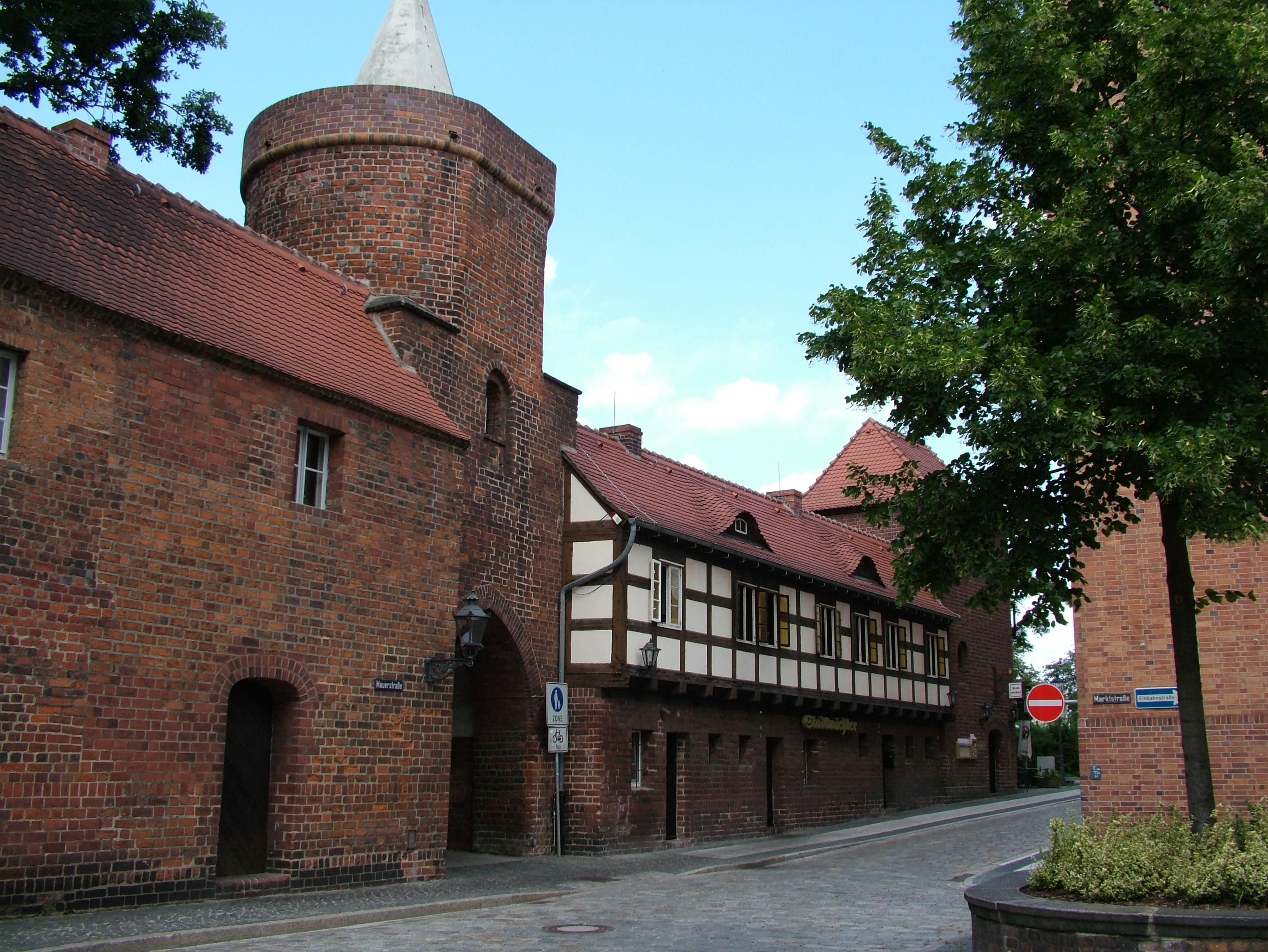
Mura cittadine
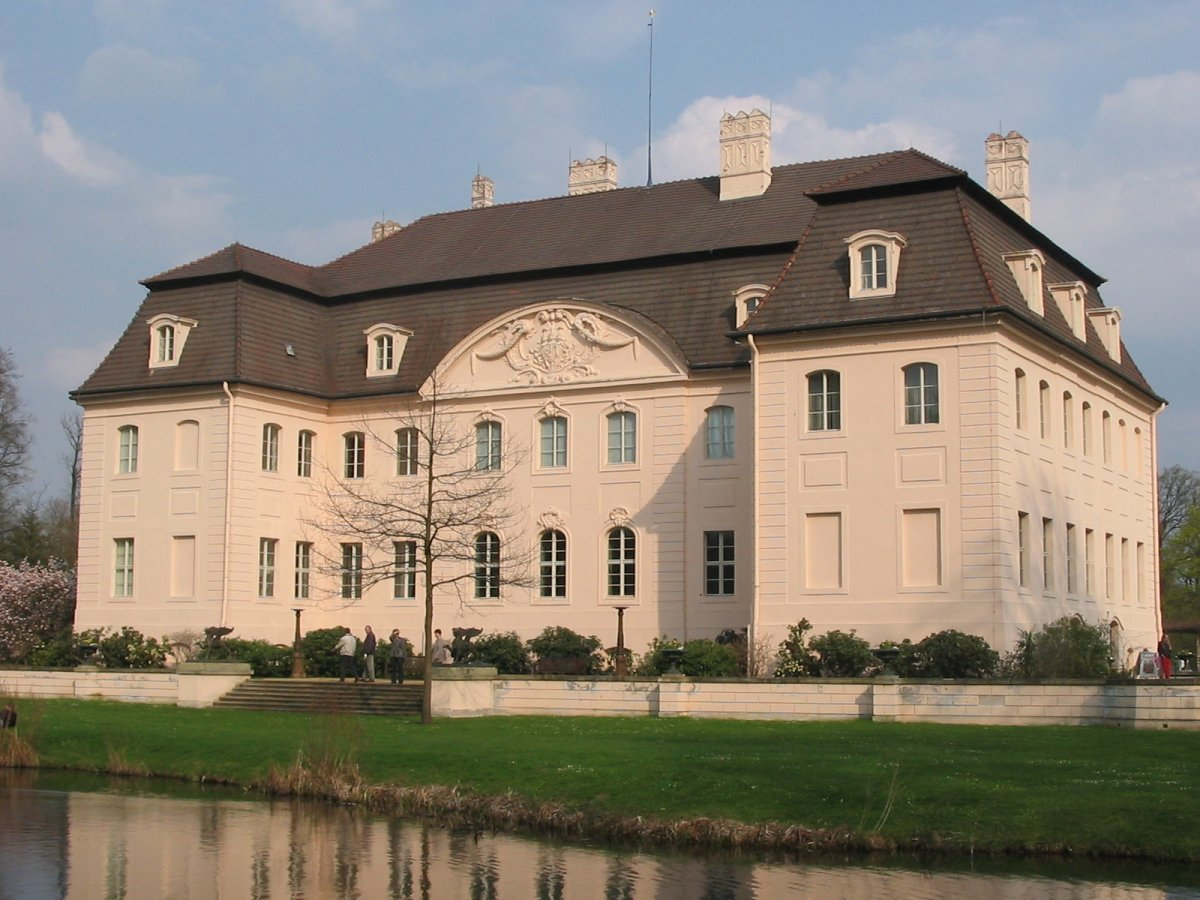
Castello di Branitz
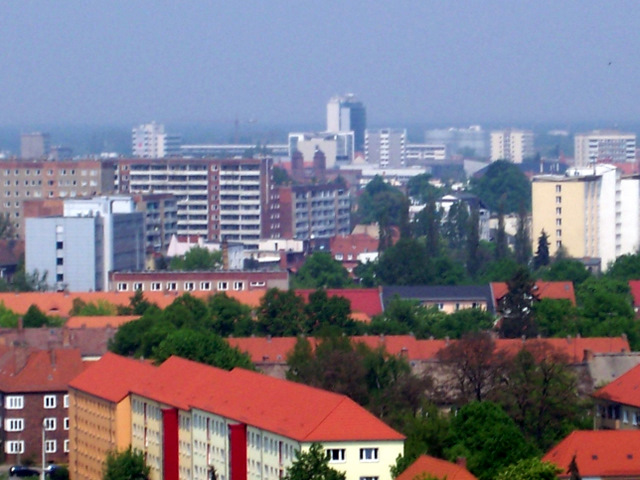
Vista panoramica